# Stanisław Fedorowicz (geograf)
Stanisław Jan Fedorowicz (ur. 20 kwietnia 1952 w Więcborku) – polski geograf, specjalista w zakresie chronostratygrafii i paleogeografii czwartorzędu, profesor nauk o Ziemi, profesor zwyczajny Uniwersytetu Gdańskiego.

## Życiorys
W 1977 ukończył studia na Uniwersytecie Gdańskim. Doktoryzował się w 1990 na uczelni macierzystej na podstawie rozprawy zatytułowanej Z datowań Vistulianu nad Wisłą, której promotorem był prof. Bogusław Rosa. Stopień naukowy doktora habilitowanego uzyskał w 2007 na Uniwersytet Marii Curie-Skłodowskiej w Lublinie w oparciu o pracę Metodyczne aspekty luminescencyjnego oznaczania wieku osadów neoplejstoceńskich Europy Środkowej. Tytuł naukowy profesora nauk o Ziemi otrzymał 17 stycznia 2013.
Związany z Uniwersytetem Gdańskim, na którym doszedł do stanowiska profesora zwyczajnego (2013). W 2008 został kierownikiem Katedry Geomorfologii i Geologii Czwartorzędu na Wydziale Oceanografii i Geografii UG.
We wrześniu 2022 obchodził 45-lecia pracy.
Opublikował ok. 160 prac, wypromował trzech doktorów. Wybierany był do Komitetu Badań Czwartorzędu PAN.

## Odznaczenia
- Złoty Medal za Długoletnią Służbę (2013)[1]
- Medal Komisji Edukacji Narodowej (2011)
- Srebrny Medal Uniwersytetu Gdańskiego „Doctrinae Sapientae Honestati” (2022)